# Крево, Жюль Никола
Жюль Никола Крево (фр. Jules Nicolas Crevaux; 1 апреля 1847, Лоркен, Лотарингия — 13 мая 1882, река Пилькомайо, Аргентина) — французский путешественник и исследователь Южной Америки, который нанёс на карту большинство притоков Амазонки.

## Биография
Жюль Крево родился в Лоркине департамента Мерт (в настоящее время — Мозель) — 1 апреля 1847 года.
После года изучения медицины в Страсбурге приехал в Брест, в школу морских медиков. «Именно там, — пишет его близкий друг Лежанн, — я познакомился с ним в 1867 году, и мы стали товарищами по учёбе. В нашу школу его привлекли желание посетить малоизученные районы, уверенность, что удастся посмотреть мир; одним словом, это были опасности и волнения морской жизни, ибо он любил опасности, и можно сказать, что они были его стихией».
Назначенный помощником врача, 24 октября 1868 года, он начал свою карьеру на транспортном судне «Церера» на котором побывал в Сенегале, на Антильских островах и Гвиане.
Первое его путешествие было внутрь Гвианы в 1877 году; он перешёл горы Тумак-Умак и достиг реки Яри (Yari), притока Амазонки. В следующем году Крево предпринял второе путешествие, поднялся по р. Ойяк, опять перешёл горы и исследовал притоки Амазонки (Пару, Иссу, Япуру и др.).
Пытался, среди прочего, найти амазонок и действительно на р. Пару нашёл деревню, в которой жили одни женщины:
— «Я не сомневаюсь, — писал Крево,— что Орельяна действительно встретился с племенем женщин, но в какое фантастическое воображение надо было пуститься, чтоб сравнить их с благородными воительницами гомеровских времен». Оказалось, однако, что обитавшие в этой деревне женщины были отвергнутые мужьями жены.
В третьем путешествии (1880) он прошёл от Санта-фе-де-Богота в Колумбии к верхнему Риу-Негру и достиг Гуйябери, притока Ориноко. В следующем году от Буэнос-Айреса направился к северу, открыл при Сальта развалины древнего города инков, но вскоре вместе с 19 спутниками был убит индейцами тоба в низовьях реки Пилькомайо.
Его путешествия были описаны в «Tour du Monde», под заглавием «Voyages dans l’Amérique du Sud» (Париж, 1883). Парижское географическое общество в 1883 году издало по его материалам атлас карт 40 южноамериканских рек: «Fleuves de l’Amérique du Sud. 1877—1879» (1883).

## Память
- В ботаническом саду Нанси Доминика Александра Годрона (Jardin Dominique Alexandre Godron) Жюлю Крево установлен памятник.
- В его честь названы улицы в Париже, Нанси, Рамбервиллере[3].